# Pereščepyne
Pereščepyne (ukrajinsky Перещепине; rusky Перещепино, Pereščepino) je město v Dněpropetrovské oblasti na Ukrajině. Má přibližně 9 600 obyvatel.

## Poloha a doprava
Pereščepyne leží levém břehu Orilu, levého přítoku Dněpru, a zároveň na kanále Dněpr–Donbas. V rámci Dněpropetrovské oblasti leží na jejím severním okraji v Novomoskovském rajónu, v přímém sousedství Charkovské oblasti.
Přímo přes město prochází od jihu na severovýchod dálnice M18, po které je zde vedena Evropská silnice E105. Dnipro je po ní vzdáleno 75 kilometrů jižně a Charkov je po ní vzdálen 150 kilometrů severovýchodně. Přibližně dva kilometry západně od města leží stejnojmenná železniční stanice na trati vedoucí rovněž z Dnipra do Charkova.